# NGC 120
NGC 120 (również PGC 1693 lub UGC 267) – galaktyka soczewkowata (SB0), znajdująca się w gwiazdozbiorze Wieloryba. Odkrył ją Wilhelm Tempel 27 września 1880 roku.